# فرودگاه یاگوئا
فرودگاه یاگوئا (به انگلیسی: Yagoua Airport) یک فرودگاه با کد یاتا GXX است . این فرودگاه در کشور کامرون قرار دارد .